# 雷纳姆沼泽自然保护区

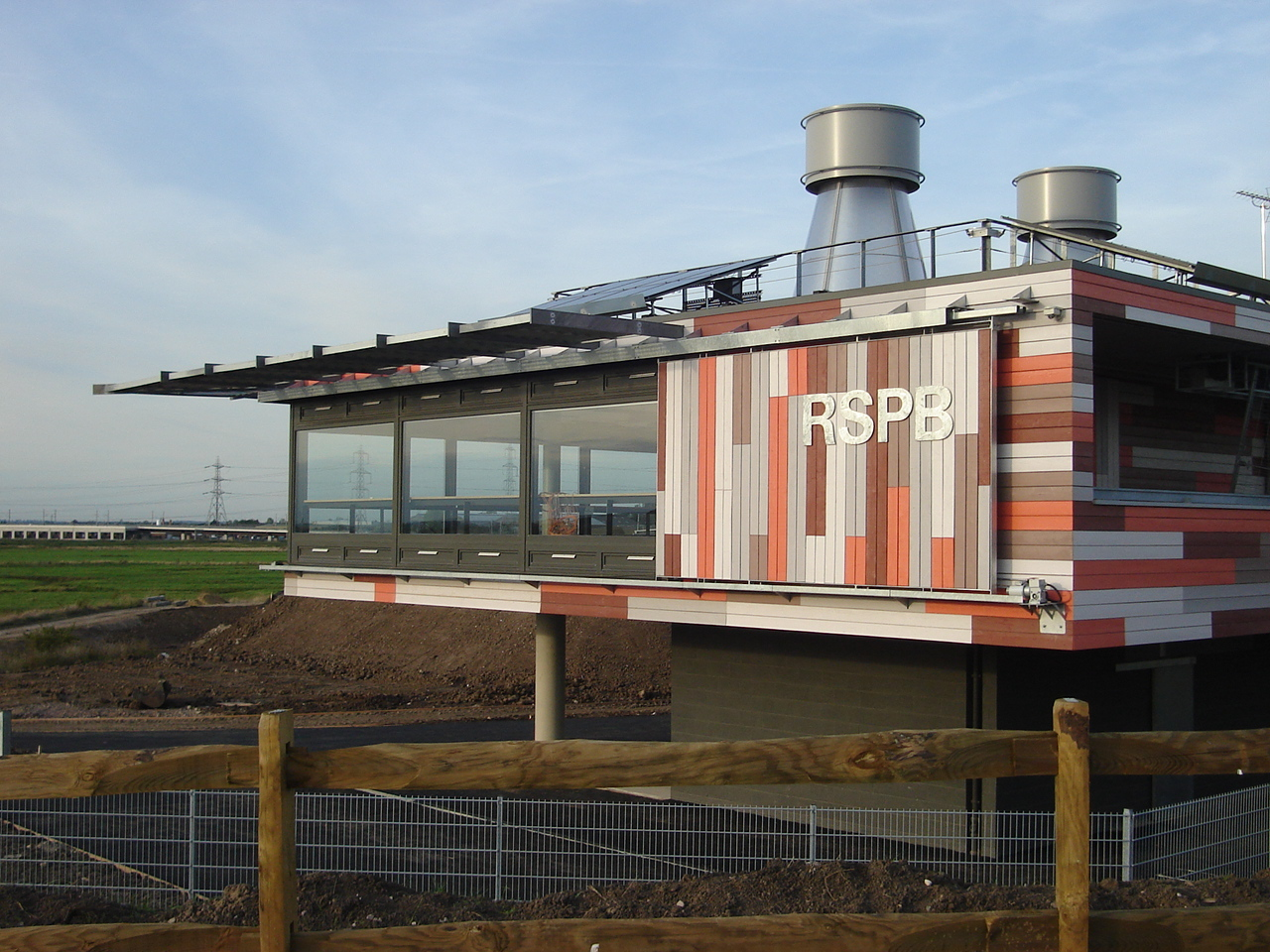
位于雷纳姆沼泽的英国皇家鸟类保护协会环境与教育中心

雷纳姆沼泽自然保护区是位于伦敦东部的英国皇家鸟类保护协会的一个自然保护区，毗邻珀弗利特、瑟羅克和黑弗靈區的泰晤士河口。该土地原先被英国国防部用作试验射击场，保护协会在2000年从其处购得。在该区域成为自然保护区前，它还是迪士尼主题乐园的选址之一。由于数年未有相关活动，该自然保护区于2006年正式向公众开放。它一直保持着大部分中世纪景观，是泰晤士河口上游最大的湿地。
该保护区拥有各种鸟类、湿地植物和昆虫，它还是该国最密集的水䶄聚集地之一。在2005年12月，黄颊麦鸡出现在湿地中，有超过一千七百人来到保护区看鸟。在该地点还发现了四只攀雀。瑟羅克和黑弗靈區的居民可以免费参观这个保护区。

## 设施

### 环保游客中心
雷纳姆沼泽自然保护区也是环保游客中心的所在地，该中心设有太阳能板、雨水收集装置、自然采光系统和通风系统以及地热交换系统。该游客中心在2006年建成，耗资200万英镑，并获得了包括英國皇家建築師協會颁发的国家奖项共六项奖。
游客中心内部设有咖啡厅、卫生间和母婴设施。

### 垃圾填埋场
自然保护区以西的沼泽被用作伦敦和当地垃圾的掩埋场，由威立雅ES垃圾填埋场有限公司运营。垃圾填埋场占地面积177公顷，每年接收量达150万吨。垃圾中的有机物分解生成气体，甲烷含量高达50%。这些气体通过管道收集，由当地的一座发电站使用。

## 游览

### 开放时间
雷纳姆沼泽自然保护区的开放时间为11月1日至次年3月31日的9:30至16:30，以及4月1日至10月31日的9:30至17:00。圣诞节和节礼日不开放。

### 交通
旅客可以乘坐火车到珀弗利特站，步行20分钟到达；或者乘坐44路到新坦克山路下车，公交车每小时一辆，高峰期半小时一辆。